# 山形県道14号上山蔵王公園線
山形県道14号上山蔵王公園線（やまがたけんどう14ごう かみのやまざおうこうえんせん）は、山形県上山市から山形市に至る県道（主要地方道）である。

## 概要

### 路線データ
- 陸上距離：10.6km[1]
- 起点：上山市高野（山形県道12号白石上山線交点）
- 終点：山形市蔵王温泉（山形県道21号蔵王公園線、山形県道53号山形永野線交点）

## 歴史
- 1993年（平成5年）5月11日 - 建設省から、県道上山蔵王公園線を上山蔵王公園線として主要地方道に指定される[2]。

## 路線状況

### 重複区間
- 山形県道53号山形永野線（上山市小倉 - 終点）

## 地理

### 通過する自治体
- 上山市
- 山形市

### 交差する道路
- 山形県道12号白石上山線（起点）
- 山形県道53号山形永野線（上山市小倉）
- 山形県道53号山形永野線・山形県道21号蔵王公園線（終点）